# Рагнар Лодброк
Рагна́р Лодбро́к (также Рагнар Лодброг и Рагнар Кожаные Штаны; по утверждению А. Я. Гуревича — от lod — судьба и brog — знамя, так как, по преданию, на его знамени, носимом перед войском, был изображён ворон Одина, своим крылом якобы указывающий направление похода; IX век) — легендарный датский конунг, представитель скандинавского рода Инглингов, согласно сагам — отец Бьёрна Железнобокого, основателя династии Мунсё, и Сигурда Змееглазого, деда или прадеда Горма Старого, основателя династии Кнютлингов.

## Биография
Достоверных источников, подтверждающих существование Рагнара, нет. Подробности его жизни и деятельности известны из скандинавских саг и труда Саксона Грамматика «Деяния данов», повествующих, как Рагнар промышлял набегами и морским разбоем. Предполагают, что исторический Рагнар (если таковой был) действовал в первой половине IX века и был одним из наиболее влиятельных военных вождей Дании. Вероятно, он был сыном Сигурда Кольцо.
Саксон Грамматик, описывая поход Рагнара на Биармию, писал о применении бьярмами магического искусства:

«Тогда биармцы сменили силу оружия на искусство своего волшебства, дикими песнями наполнили они свод небесный, и мигом на ясном до тех пор солнечном небе собрались тучи и полил проливной дождь, придавая печальный облик ещё недавно лучезарной окрестности»

После этого Лодброк отступил и нашёл приют у куретов (куршей) и сембов (пруссов). Получив от них подкрепление, Рагнар опять вторгся в землю биармов, после чего их правитель был вынужден бежать к герцогу Матуллу в Финнмаркию. Оставшееся зимовать в Бьярмии войско Рагнара подверглось нападениям лучников короля Биармии.
Важнейшие события, приписываемые Рагнару — нападение на территорию современной Франции и захват Парижа в 845 году, а также нападение на Нортумбрию в 865 году. Во время похода на Париж он якобы возглавлял эскадру из 120 кораблей с 5000 воинов, поднявшихся вверх по реке Сена. Город был захвачен викингами, а западнофранкский король Карл II Лысый, чтобы уберечь Париж от разрушения, выплатил огромный выкуп в 7000 фунтов серебра. Хотя Рагнар сдержал слово и оставил Париж без существенных разрушений, на обратном пути через северную Францию он разграбил все местности, которые пересекал. Считается, что захват Парижа Лодброком состоялся на Пасху (28 марта) 845 года. Однако ни саги, ни Саксон Грамматик об этом событии ничего не упоминают.
Согласно «Деяниям данов», во время экспедиции в Британию корабль Рагнара сел на мель в Нортумбрии, на севере Англии. Его войско было разбито, сам он попал в плен и по приказу короля Эллы II был сброшен в яму с ядовитыми змеями, где умер мучительной смертью. Некоторые исследователи, ссылаясь на франкские источники, считают эту версию гибели Рагнара легендарной, утверждая, что в реальности он умер от дизентерии, объясняя его прозвище Кожаные Штаны возможными последствиями диареи.
Согласно сагам, многочисленные сыновья Рагнара (Ивар Бескостный, Бьёрн Железнобокий и другие) в 867 году вторглись в Англию, отомстили за гибель отца и положили начало датскому завоеванию острова. Сыновья Рагнара пленили и затем казнили короля Эллу, который умер в жестоких мучениях. Королевства Нортумбрия, Мерсия и Восточная Англия были разграблены. В конце концов потомков Рагнара остановил Альфред Уэссекский, разбив их войско в 878 году.

## Семья
Рагнар Лодброк был трижды женат, имел множество законных детей и внебрачных, прижитых от наложниц:
- от первого брака с Лагертой (Hlaðgerðr)[6]:
  - сын Фридлейв
  - две неизвестные по именам дочери
- от второго брака с Торой из Готланда (Þóra Borgarhjǫrtr Herrauðsdóttir) сыновья:
  - Эйрик (иногда отождествляется с Эриком Ведерхаттом)
  - Агнар

- от Аслауг (Áslaug Sigurðardóttir) сыновья[7]:
  - Бьёрн Железнобокий
  - Убба (ум. в 878)
  - Хвитсёрк
  - Сигурд Змееглазый
  - Ивар Бескостный (ум. в 873)
- сыновья и дочь от неназванных по именам матерей:
  - Харальд
  - Хальфдан (ум. в 877)
  - Рагнхильд

Каждый из сыновей был владетелем собственного удела и носил титул ярла.

## В современном искусстве

### В литературе
Рагнар Лодброк является персонажем нескольких художественных произведений, в том числе:
- «Молот и Крест» Гарри Гаррисона
- «Межзвёздный скиталец» Джека Лондона
- «Викинг» Эдисона Маршалла
- повестей Марии Семёновой «Два короля» и «Знак Сокола»; также упоминается в книге «Лебединая дорога»
- цикла книг «Викинг» Александра Мазина
- в цикле книг «Саксонские хроники», упоминание, Бернард Корнуэлл

### В кино
- В фильме «Викинги» (1958) роль Рагнара исполнил американский актёр Эрнест Боргнайн.
- В сериале «Викинги» (2013—2020) роль Рагнара исполнил австралийский актёр Трэвис Фиммел.